# نظام الزمر الدموية ABO
يستخدم نظام الزمر الدموية ABO للدلالة على وجود أحد المستضدين A وB أو كلاهما أو غيابهما من سطح كريات الدم الحمراء. في عمليات نقل الدم البشري، يعد هذا هو النظام الأهم من بين 38 نظام تصنيف مختلف لزمر الدم (أو الفصائل) معترف بها حاليًا. قد يؤدي عدم التطابق (نادر جدًا في الطب الحديث) في هذا النمط المصلي أو أي نمط مصلي آخر إلى حدوث رد فعل ضار ومهدد للحياة بعد عملية نقل الدم، أو استجابة مناعية غير مرغوب بها لعملية زرع الأعضاء. عادةً ما تكون الأجسام المضادة لـ A وB المصاحبة هي أجسام مضادة IgM، يجري إنتاجها في السنوات الأولى من العمر عن طريق التحسس للمواد البيئية مثل الطعام والبكتيريا والفيروسات.
اكتشف كارل لاندشتاينر الزمر الدموية ABO عام 1901؛ وحصل على جائزة نوبل في علم وظائف الأعضاء أو الطب عام 1930 بسبب هذا الاكتشاف. توجد الزمر الدموية ABO أيضًا لدى الرئيسيات الأخرى مثل القردة وقرود العالم القديم.

## تاريخ
اكتشِفت الزمر الدموية ABO لأول مرة من قبل الطبيب النمساوي كارل لاندشتاينر الذي يعمل في معهد علم الأمراض التشريحي بجامعة فيينا (الآن جامعة فيينا الطبية). عام 1900، وجد أن خلايا الدم الحمراء تتكتل معًا (تتراكم) عند مزجها في أنابيب اختبار مع أمصال من أشخاص مختلفين، وأن بعض دم الإنسان يتراكم أيضًا بدم حيواني. كتب حاشية سفلية من جملتين:
لا يسبب مصل البشر الأصحاء تراص الخلايا الحمراء الحيوانية فحسب، بل غالبًا ما يسبب تراص ذات أصل البشري من أفراد آخرين. يبقى أن نرى ما إذا كان هذا المظهر مرتبطًا بالاختلافات الفطرية بين الأفراد أم أنه نتيجة لبعض الأضرار الناجمة عن البكتيريا.
كان هذا أول دليل على وجود اختلافات في الدم لدى البشر - كان يُعتقَد أن كل البشر لديهم دم متماثل. في العام التالي، عام 1901، قام بملاحظة حاسمة مفادها أن مصل دم الفرد سوف يتماسك مع مصل دم أفراد معينين فقط. وبناءً على ذلك، صنف دم الإنسان إلى ثلاث مجموعات، وهي المجموعة A، والمجموعة B، والمجموعة C. وحدد أن المجموعة A تسبب تراص دم المجموعة B، ولكنها لا تسبب ذلك في نفس مجموعتها أبدًا. وبالمثل، يتراكم الدم من المجموعة B مع دم المجموعة A، ويختلف من حيث أنه يلتصق بكل من A وB. كان هذا هو اكتشاف فصائل الدم التي حصل لاندشتاينر عليها على جائزة نوبل في علم وظائف الأعضاء أو الطب في عام 1930. في ورقته البحثية، أشار إلى تفاعلات فصائل الدم المحددة باسم التراص المتساوي، وطرح أيضًا مفهوم تراص الأجسام المضادة، وهو الأساس الفعلي لتفاعل الجسم المضاد للمستضد في نظام ABO، وأكد:
يُقال إنه يوجد نوعان مختلفان على الأقل من الراصات، أحدهما في A، والآخر في B، وكلاهما معًا في C. تكون خلايا الدم الحمراء غير فعالة تجاه الراصات الموجودة في نفس المصل.
وهكذا، اكتشف مستضدين A وB، واثنين من الأجسام المضاد A وB. أشارت مجموعته الثالثة C إلى عدم وجود أي من المستضدين A وB، ولكنها تحتوي الأجسام المضاد A وB. في العام التالي، اكتشف طلابه أدريانو ستورلي وألفريد فون ديكاستيلو النوع الرابع (لكن لم يسموه، وأشاروا إليه ببساطة على أنه «لا يوجد نوع معين»).
عام 1910، قدم لوديغ هيرتزفيلد وإميل فون دونغيرن المصطلح O (فارغ) للمجموعة لاندشتاينر المعينة باسم C وAB للنوع الذي اكتشفه ستورلي وألفريد فون ديكاستيلو. كما كانوا أول من شرح الوراثة الجينية للزمر الدموية.

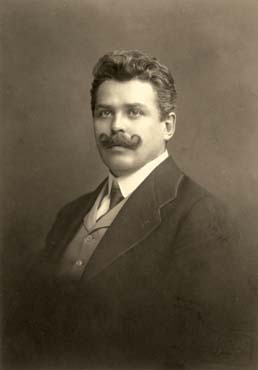
يان جانسك، الذي اخترع نظام النوع الأول والثاني والثالث والرابع.

قدم عالم الأمصال التشيكي يان جانسك بشكل مستقل تصنيف الزمر الدموية عام 1907 في مجلة محلية. استخدم الأرقام الرومانية I و II و III وIV (المقابلة للحديثة O وA وB وAB). غير معروف لجانسك، الطبيب الأمريكي ويليام إل موس ابتكر تصنيفًا مختلفًا قليلًا باستخدام نفس الترقيم؛ I و II و III و IV يتوافق مع AB و A و B و O. تسبب هذان النظامان في حدوث ارتباك وخطر محتمل في الممارسة الطبية. جرى تبني نظام موس في بريطانيا وفرنسا والولايات المتحدة، بينما كان نظام جانسك مفضلًا في معظم الدول الأوروبية وبعض أجزاء الولايات المتحدة. من أجل حل هذه الفوضى، قدمت الجمعية الأمريكية لعلماء المناعة، وجمعية علماء الجراثيم الأمريكية، ورابطة علماء الأمراض وعلماء البكتيريا توصية مشتركة في عام 1921 بتبني تصنيف جانسك على أساس الأولوية. لكن لم يجري اتباعه بشكل خاص إذ استخدِم نظام موس. عام 1927، اقترح لاندشتاينر، الذي انتقل إلى معهد روكفلر للأبحاث الطبية في نيويورك، وكعضو في لجنة المجلس القومي للبحوث المعنية بتجميع الدم، استبدال نظامي جانسك وموس بالأحرف O و A و B وAB. كان هناك ارتباك آخر حول استخدام الرقم 0 للألمانية null كما قدمه هيرتزفيلد و فون دونغيرن، لأن الآخرين استخدموا الحرف O، بمعنى بدون أو صفر؛ اختار لاندشتاينر الأخير. جرى تبني هذا التصنيف من قبل المجلس القومي للبحوث وأصبح معروفًا بشكل مختلف باسم تصنيف المجلس القومي للبحوث، والتصنيف الدولي، والأكثر شيوعًا تصنيف لاندشتاينر «الجديد». جرى قبول النظام الجديد تدريجيًا وبحلول أوائل الخمسينيات من القرن الماضي، جرى اتباعه عالميًا.